# Voděrady (kraj hradecki)
Voděrady – gmina w Czechach, w powiecie Rychnov nad Kněžnou, w kraju hradeckim.
1 stycznia 2017 gminę zamieszkiwało 712 osób, a ich średni wiek wynosił 41,1 roku.